# Rue Henri-Huchard
Pour les articles homonymes, voir Huchard.
La rue Henri-Huchard est une voie du 18e arrondissement de Paris, en France.

## Situation et accès
La rue Henri-Huchard est une voie publique située dans le 18e arrondissement de Paris. Elle débute au 15, avenue de la Porte-de-Montmartre et se termine au 24, avenue de la Porte-de-Saint-Ouen. Elle présente la particularité de se composer de deux tronçons, séparés par les bâtiments de l'hôpital Bichat.

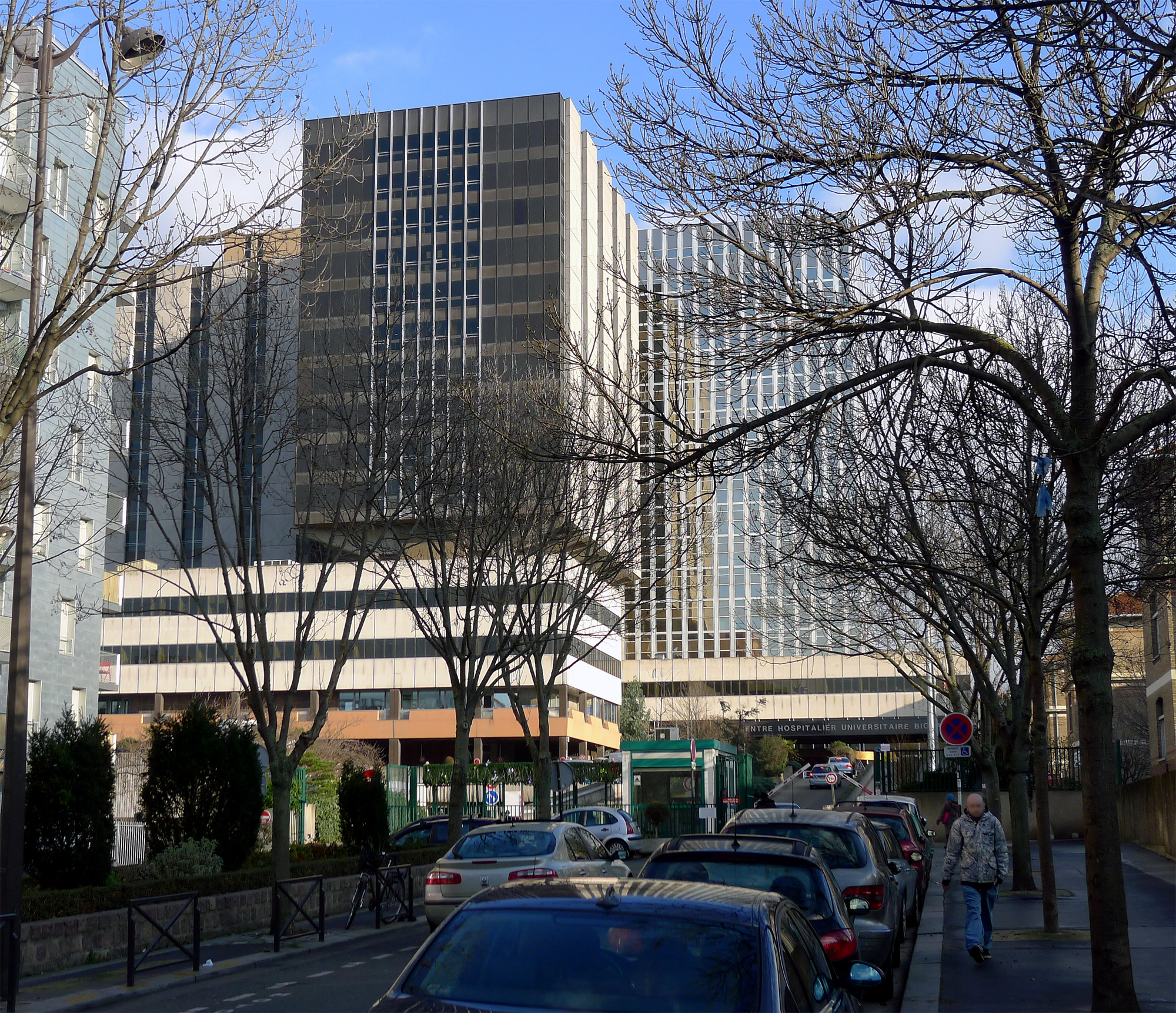
Partie occidentale de la rue avec l'entrée de l'hôpital Bichat.

## Origine du nom
Cette voie reçoit le nom du médecin français Henri Huchard (1844-1910), appellation due au voisinage de l'hôpital Bichat où ce praticien a été en poste.

## Historique
Cette voie publique est ouverte par la ville de Paris au droit du bastion no 39 de l'enceinte de Thiers et prend sa dénomination par l'arrêté du 8 février 1939.
Le 11 mars 1918, durant la Première Guerre mondiale, la rue Henri-Huchard est touchée lors d'un raid effectué par des avions allemands.